# Брукс, Чарли
Шарли́н Э́мма «Ча́рли» Брукс (англ. Charlene Emma «Charlie» Brooks; 3 мая 1981, Уэйр, Хартфордшир, Англия, Великобритания) — валлийская актриса и певица. Лауреат премии «The British Soap Awards» (2004, 2005).

## Биография
Шарлин Эмма Брукс родилась 3 мая 1981 года в Уэйре (Хартфордшир, Англия), в детстве переехала в Бармут (Уэльс).
В 2003—2006 года Чарли состояла в фактическом браке с организатором вечеринок Тони Труман. В этих отношениях Брукс родила своего первенца — Кики-Ди Труман (род. 08.12.2004).

## Карьера
Чарли снимается в кино с 1998 года.
Также Брукс является певицей.